# Blackpink: Light Up the Sky
Pour plus de détails, voir Fiche technique et Distribution.
Blackpink: Light Up the Sky (stylisé en BLACKPINK: Light Up the Sky) est un film documentaire américain réalisé en 2020 par Caroline Suh. Il retrace l'ascension vers la célébrité du girl group sud-coréen Blackpink,, où chacune des membres raconte son histoire de son point de vue personnel. Le film est sorti un peu moins de deux semaines après leur tout premier album studio, The Album.
Blackpink: Light Up the Sky a été diffusé le 14 octobre 2020 sur Netflix. C'est le premier documentaire de la plateforme sur la K-pop, ainsi que le premier sur le groupe.

## Synopsis
Le documentaire couvre les 7 ans d'activités de Blackpink depuis leurs débuts officiels en 2016, avec des vidéos tournées pendant leur formation, pendant leur vie quotidienne, des anecdotes de coulisses et des interviews avec les membres. Il dévoile les épreuves que les kpop idols traversent, le processus d'enregistrement du premier album The Album et le solo de Rosé à venir, ainsi que des images de leurs performances au Coachella Festival de 2019.

## Distribution
- Blackpink
- Teddy Park, producteur de disques[6]
- Joe Rhee, producteur de disques

## Contexte
Le film a été réalisé par Caroline Suh, la cinéaste qui a reçu le prix Emmy pour le documentaire Netflix Salt Fat Acid Heat, produit par Cara Mones et RadicalMedia. Le projet a été apporté par Caroline Suh de Netflix, car la société travaillait avec Blackpink pour développer son premier projet K-pop. Le film a été tourné sur deux périodes : la première en fin 2019 et la deuxième en février 2020, avant que la pandémie de Covid-19 ne devienne un problème mondial. Les séquences archivées sur la formation de Blackpink ont été fournies par l'agence du groupe, YG Entertainment. En parlant du film, Suh espérait que le documentaire aide à « humaniser tous les membres de Blackpink et que le gens puissent, en quelque sorte, les voir comme des personnes réelles et en trois dimensions, plutôt que comme des idoles ou des icônes ».
Pendant la conférence de presse mondiale du film, la membre Rosé a révélé que le titre du film Light Up the Sky leur est venu à l'esprit pendant le tournage, lorsqu'ils étaient dans le studio, et c'était l'une des paroles de la chanson How You Like That de The Album.

## Promotion
Netflix et Blackpink ont annoncé le 8 septembre 2020 la première de Blackpink: Light Up the Sky via les réseaux sociaux. Le 5 octobre, c'est la bande-annonce officielle qui a été publiée sur la chaîne Youtube de Netflix et sur ses autres réseaux sociaux.
Avant la sortie du film, le 13 octobre, Blackpink a tenu une conférence de presse à Séoul, en compagnie de la réalisatrice Caroline Suh, située à New York, par vidéoconférence. L'événement a été diffusé en direct sur Youtube en raison de la pandémie de Covid-19. À la sortie du film, le 14 octobre, les profils des quatre membres de Blackpink ont été publiés sur Netflix.

## Critiques
Natalie Winkelman, journaliste du New York Times, a qualifié le film de « documentaire attachant qui met l'accent sur chaque membre séparément » car « il trace la ligne des difficultés rencontrées par Blackpink en tant que stagiaires, et à la pression et à la solitude auxquelles elles sont maintenant confrontées en tant que célébrités mondiales », mais elle a critiqué le fait que le film n'ai pas « creusé plus profondément dans la manière dont YG conçoit et commercialise ses talents à un si jeune âge ». Kate Halliwell, de The Ringer, a fait l'éloge du réalisateur en disant que Suh « casse les stéréotypes les plus forts sur la K-pop pour montrer la vérité, non seulement derrière le groupe, mais aussi sur les quatre femmes uniques qui le composent ». Kate Erbland, d'Indiewire, a simplement attribué au film une note « B », qualifiant le film de « brillant et amusant ». Mais bien que le film offre une « introduction intime » sur Blackpink et « des informations plus approfondies sur le prix de la célébrité », il n'est pas allé creuser plus profond sur l'autre côté de la K-pop et manquait « d'examen plus approfondit sur l'expérience de formation ».

## Performance commerciale
Le film s'est classé n° 1 lors de sa sortie sur Netflix, dans 28 des 78 pays et régions que couvrent la plateforme.